# Saint-Antoine-la-Forêt
Pour les articles homonymes, voir Saint-Antoine.
Saint-Antoine-la-Forêt est une commune française située dans le département de la Seine-Maritime en région Normandie.

## Géographie
| Saint-Eustache-la-Forêt | Bolbec                     | Gruchet-le-Valasse       |
| Mélamare                | Saint-Antoine-la-Forêt     | Lillebonne               |
|                         | Saint-Nicolas-de-la-Taille | Saint-Jean-de-Folleville |

Le village est assez étendu et l'habitat plutôt dispersé (superficie : 6,4 km2).
La commune se compose ainsi de plusieurs lieux-dits : les Forges (direction Lillebonne), le Nouveau Monde (direction Saint-Romain), les Côtières (direction Bolbec), le Clos (direction Gruchet).

### Hydrographie
La commune est située dans le bassin Seine-Normandie. Elle n'est drainée par aucun cours d'eau,.

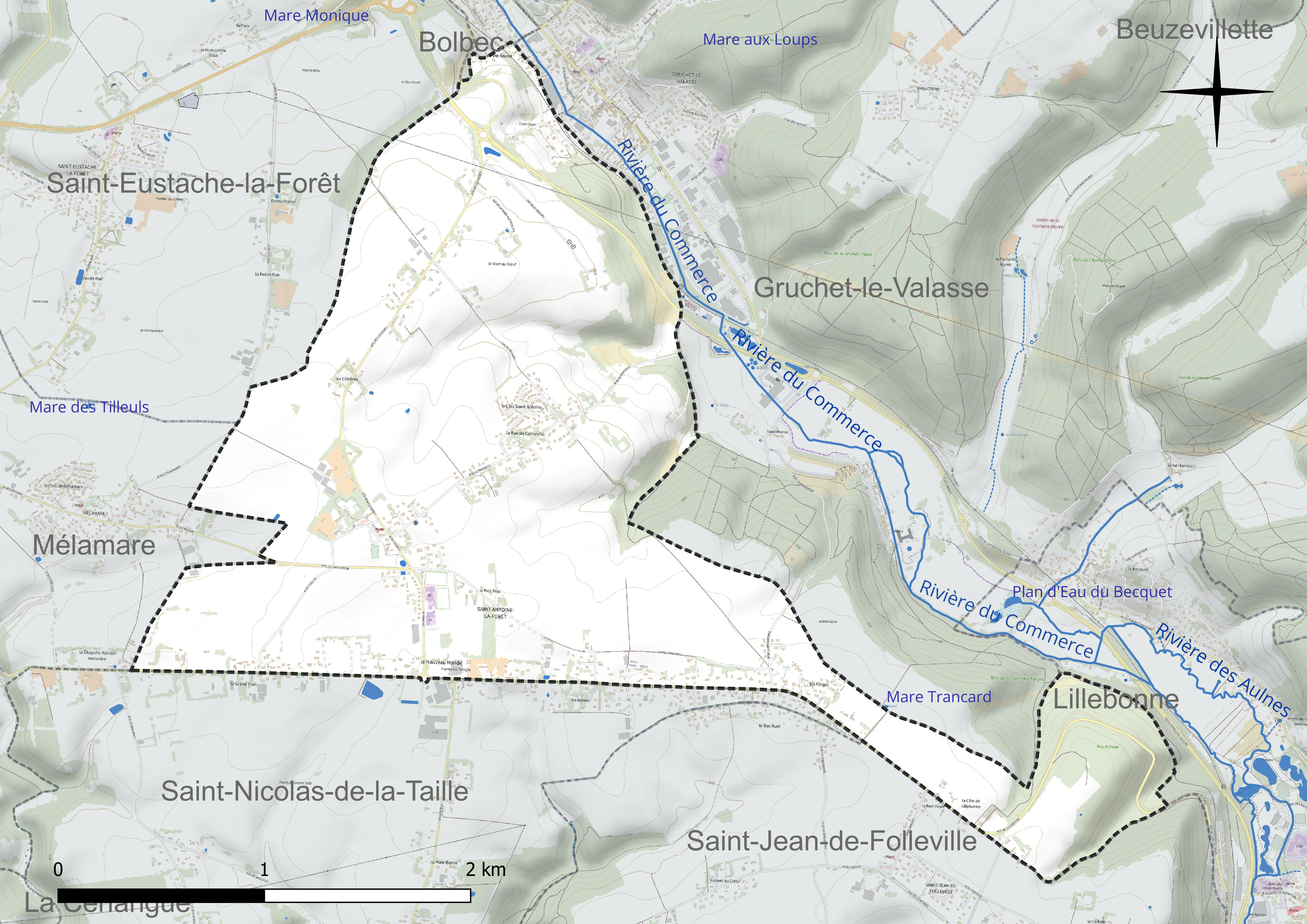
Réseau hydrographique de Saint-Antoine-la-Forêt.

### Climat
Pour des articles plus généraux, voir Climat de la Normandie et Climat de la Seine-Maritime.
En 2010, le climat de la commune est de type climat océanique franc, selon une étude du CNRS s'appuyant sur une série de données couvrant la période 1971-2000. En 2020, Météo-France publie une typologie des climats de la France métropolitaine dans laquelle la commune est exposée à un climat océanique et est dans la région climatique Côtes de la Manche orientale, caractérisée par un faible ensoleillement (1 550 h/an) ; forte humidité de l’air (plus de 20 h/jour avec humidité relative > 80 % en hiver), vents forts fréquents. Parallèlement le GIEC normand, un groupe régional d’experts sur le climat, différencie quant à lui, dans une étude de 2020, trois grands types de climats pour la région Normandie, nuancés à une échelle plus fine par les facteurs géographiques locaux. La commune est, selon ce zonage, exposée à un « climat maritime », correspondant au Pays de Caux, frais, humide et pluvieux, légèrement plus frais que dans le Cotentin.
Pour la période 1971-2000, la température annuelle moyenne est de 10,4 °C, avec une amplitude thermique annuelle de 13,2 °C. Le cumul annuel moyen de précipitations est de 930 mm, avec 13,1 jours de précipitations en janvier et 8,6 jours en juillet. Pour la période 1991-2020, la température moyenne annuelle observée sur la station météorologique la plus proche, située sur la commune de Petiville à 12 km à vol d'oiseau, est de 12,0 °C et le cumul annuel moyen de précipitations est de 844,9 mm,. Pour l'avenir, les paramètres climatiques de la commune estimés pour 2050 selon différents scénarios d'émission de gaz à effet de serre sont consultables sur un site dédié publié par Météo-France en novembre 2022.

## Urbanisme

### Typologie
Au 1er janvier 2024, Saint-Antoine-la-Forêt est catégorisée commune rurale à habitat dispersé, selon la nouvelle grille communale de densité à sept niveaux définie par l'Insee en 2022.
Elle appartient à l'unité urbaine de Saint-Nicolas-de-la-Taille, une agglomération intra-départementale regroupant deux  communes, dont elle est une commune de la banlieue,,. Par ailleurs la commune fait partie de l'aire d'attraction du Havre, dont elle est une commune de la couronne,. Cette aire, qui regroupe 116 communes, est catégorisée dans les aires de 200 000 à moins de 700 000 habitants,.

### Occupation des sols
L'occupation des sols de la commune, telle qu'elle ressort de la base de données européenne d’occupation biophysique des sols Corine Land Cover (CLC), est marquée par l'importance des territoires agricoles (78,1 % en 2018), une proportion sensiblement équivalente à celle de 1990 (78,4 %). La répartition détaillée en 2018 est la suivante : terres arables (48 %), prairies (30,1 %), zones urbanisées (11,3 %), forêts (10,7 %). L'évolution de l’occupation des sols de la commune et de ses infrastructures peut être observée sur les différentes représentations cartographiques du territoire : la carte de Cassini (XVIIIe siècle), la carte d'état-major (1820-1866) et les cartes ou photos aériennes de l'IGN pour la période actuelle (1950 à aujourd'hui).

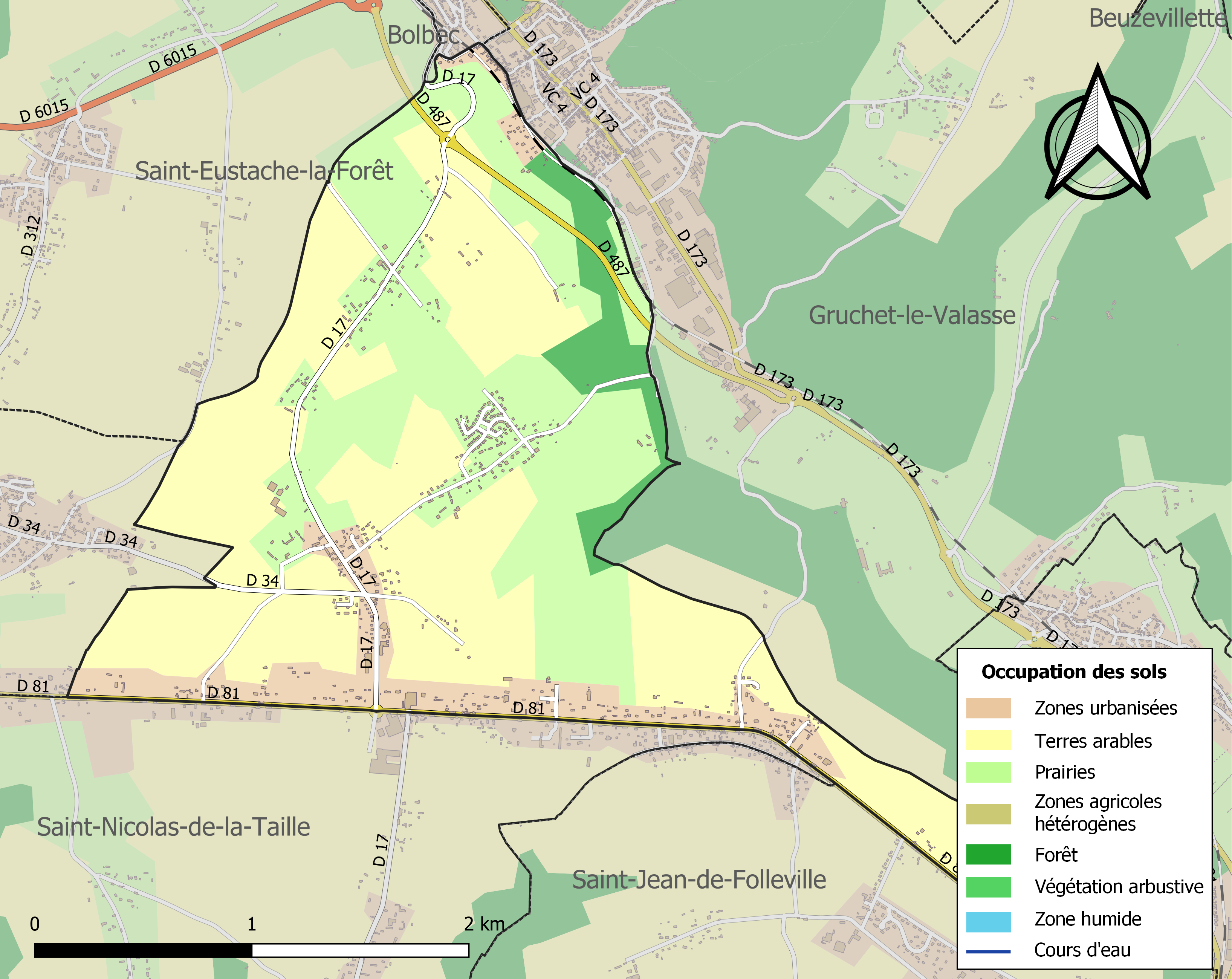
Carte des infrastructures et de l'occupation des sols de la commune en 2018 (CLC).

## Toponymie
Le nom de la localité est attesté sous les formes Capellam Sancti Antonii en 1195, Sanctus Antonius vers 1240, Parrochia Sancti Antonii de Foresta en 1253, Sanctus Antonius en 1337, Saint Antoine en 1319, 1398, 1403, Saint Anthoine entre 1422 et 1433 et en 1459, Ecclesia parrochia Sancti Anthonii de la forest en 1465, Sanctus Antonius in foresta au XVIe siècle, Saint Antoine de la Forest entre 1713 et 1757, Saint Antoine la Forêt en 1738, Saint Antoine-la-Forêt en 1788.
La paroisse est dédiée à saint Antoine.
La forêt est l'ancienne forêt de Lillebonne en grande partie défrichée à la fin des XIIe et XIIIe siècles par les abbayes.

## Politique et administration

### Résultats électoraux récents
| Scrutin             | 1er tour | 1er tour | 1er tour | 1er tour | 1er tour | 1er tour | 1er tour | 1er tour | 1er tour | 1er tour | 1er tour | 1er tour | 2d tour     | 2d tour     | 2d tour     | 2d tour     | 2d tour     | 2d tour     | 2d tour     | 2d tour     | 2d tour     |
| Scrutin             | 1er      | 1er      | %        | 2e       | 2e       | %        | 3e       | 3e       | %        | 4e       | 4e       | %        | 1er         | 1er         | %           | 2e          | 2e          | %           | 3e          | 3e          | %           |
| ------------------- | -------- | -------- | -------- | -------- | -------- | -------- | -------- | -------- | -------- | -------- | -------- | -------- | ----------- | ----------- | ----------- | ----------- | ----------- | ----------- | ----------- | ----------- | ----------- |
| Présidentielle 2007 |          | UMP      | 27,81    |          | PS       | 23,25    |          | FN       | 15,65    |          | UDF      | 14,74    |             | UMP         | 52,20       |             | PS          | 47,80       | Pas de 3e   | Pas de 3e   | Pas de 3e   |
| Européennes 2009    |          | UMP      | 26,47    |          | PS       | 17,32    |          | FN       | 10,13    |          | MoDem    | 9,48     | Tour unique | Tour unique | Tour unique | Tour unique | Tour unique | Tour unique | Tour unique | Tour unique | Tour unique |
| Régionales 2010     |          | PS       | 37,14    |          | UMP      | 24,57    |          | FN       | 12,57    |          | FG       | 10,86    |             | PS-EELV-FG  | 57,67       |             | UMP         | 26,19       |             | FN          | 16,14       |
| Présidentielle 2012 |          | PS       | 27,1     |          | UMP      | 24,25    |          | FN       | 21,11    |          | FG       | 13,92    |             | PS          | 52,35       |             | UMP         | 47,65       | Pas de 3e   | Pas de 3e   | Pas de 3e   |
| Européennes 2014    |          | FN       | 37,43    |          | UMP      | 18,26    |          | MoDem    | 9,58     |          | PS       | 8,98     | Tour unique | Tour unique | Tour unique | Tour unique | Tour unique | Tour unique | Tour unique | Tour unique | Tour unique |
| Régionales 2015     |          | FN       | 38,62    |          | UDI-UMP  | 25,40    |          | PS       | 15,87    |          | EELV     | 6,08     |             | FN          | 36,14       |             | UDI-UMP     | 33,26       |             | PS-FG-EELV  | 30,60       |
| Présidentielle 2017 |          | FN       | 30,83    |          | LFI      | 21,83    |          | EM       | 20,65    |          | LR       | 14,31    |             | EM          | 50,41       |             | FN          | 49,59       | Pas de 3e   | Pas de 3e   | Pas de 3e   |
| Européennes 2019    |          | RN       | 38,66    |          | LREM     | 14,32    |          | EELV     | 9,31     |          | DLF      | 6,21     | Tour unique | Tour unique | Tour unique | Tour unique | Tour unique | Tour unique | Tour unique | Tour unique | Tour unique |
| Régionales 2021     |          | LC-LR    | 31,96    |          | RN       | 26,80    |          | PS-EELV  | 12,89    |          | LREM     | 10,86    |             | LC-LR       | 44,26       |             | PS-EELV     | 23,56       |             | RN          | 28,44       |
| Présidentielle 2022 |          | RN       | 32,47    |          | LREM     | 29,56    |          | LFI      | 17,61    |          | PCF      | 3,37     |             | LREM        | 50,58       |             | RN          | 49,42       | Pas de 3e   | Pas de 3e   | Pas de 3e   |
| Européennes 2024    |          | RN       | 45,16    |          | RE       | 15,14    |          | PS-PP    | 11,41    |          | LR       | 5,21     | Tour unique | Tour unique | Tour unique | Tour unique | Tour unique | Tour unique | Tour unique | Tour unique | Tour unique |

### Liste des maires
| Période                                  | Période                    | Identité             | Étiquette   | Qualité                                                           |
| ---------------------------------------- | -------------------------- | -------------------- | ----------- | ----------------------------------------------------------------- |
| Les données manquantes sont à compléter. |                            |                      |             |                                                                   |
| 1884                                     | 1886                       | Pierre Lecompte      |             | Cultivateur                                                       |
| 1886                                     | 1892                       | Arsène Dehais        |             | Cultivateur                                                       |
| 1892                                     | 1905                       | Isaac Manneville     |             | Cultivateur                                                       |
| 1905                                     | 1925                       | Jules Cornu          | Républicain | Cultivateur                                                       |
| 1925                                     | 1930                       | Henri Bayle          |             |                                                                   |
| 1930                                     | 1950                       | Julien Sandoz        |             |                                                                   |
| 1950                                     | 1952                       | Jules Menager        |             |                                                                   |
| 1952                                     | 1959                       | Bernard Menager      |             |                                                                   |
| 1959                                     | 1968                       | Louis Handisyde      |             |                                                                   |
| 1968                                     | 1977                       | Philippe Duflo       |             |                                                                   |
| 1977                                     | 1982                       | Guy Jeanneret        |             |                                                                   |
| 1982                                     | 1995                       | Marie-Claude Mallard | DVD         |                                                                   |
| 1995                                     | 2001                       | Marcel Debray        |             |                                                                   |
| 2001                                     | septembre 2016             | Joël Clément         | DVD         | Médecin Démissionnaire                                            |
| septembre 2016                           | En cours (au 10 août 2020) | Thierry Debray       | DVD         | Agriculteur Réélu pour le mandat 2020-2026 Fils de Marcel Debray. |

## Population et société

### Démographie

#### Évolution démographique
L'évolution du nombre d'habitants est connue à travers les recensements de la population effectués dans la commune depuis 1793. Pour les communes de moins de 10 000 habitants, une enquête de recensement portant sur toute la population est réalisée tous les cinq ans, les populations de référence des années intermédiaires étant quant à elles estimées par interpolation ou extrapolation. Pour la commune, le premier recensement exhaustif entrant dans le cadre du nouveau dispositif a été réalisé en 2007.

En 2022, la commune comptait 1 101 habitants, en évolution de +3,57 % par rapport à 2016 (Seine-Maritime : +0,35 %, France hors Mayotte : +2,11 %).
| 1793 | 1800 | 1806 | 1821 | 1831 | 1836 | 1841 | 1846 | 1851 |
| ---- | ---- | ---- | ---- | ---- | ---- | ---- | ---- | ---- |
| 565  | 604  | 586  | 629  | 680  | 621  | 590  | 610  | 605  |

| 1856 | 1861 | 1866 | 1872 | 1876 | 1881 | 1886 | 1891 | 1896 |
| ---- | ---- | ---- | ---- | ---- | ---- | ---- | ---- | ---- |
| 566  | 569  | 520  | 548  | 607  | 536  | 530  | 549  | 506  |

| 1901 | 1906 | 1911 | 1921 | 1926 | 1931 | 1936 | 1946 | 1954 |
| ---- | ---- | ---- | ---- | ---- | ---- | ---- | ---- | ---- |
| 522  | 532  | 491  | 430  | 428  | 420  | 401  | 401  | 403  |

| 1962 | 1968 | 1975 | 1982 | 1990 | 1999 | 2006 | 2007 | 2012  |
| ---- | ---- | ---- | ---- | ---- | ---- | ---- | ---- | ----- |
| 489  | 515  | 530  | 749  | 902  | 935  | 985  | 992  | 1 032 |

| 2017  | 2022  | - | - | - | - | - | - | - |
| ----- | ----- | - | - | - | - | - | - | - |
| 1 079 | 1 101 | - | - | - | - | - | - | - |

#### Pyramide des âges
En 2018, le taux de personnes d'un âge inférieur à 30 ans s'élève à 37,2 %, soit au-dessus de la moyenne départementale (36,5 %). À l'inverse, le taux de personnes d'âge supérieur à 60 ans est de 17,7 % la même année, alors qu'il est de 26,0 % au niveau départemental.
En 2018, la commune comptait 543 hommes pour 546 femmes, soit un taux de 50,14 % de femmes, légèrement inférieur au taux départemental (51,90 %).
Les pyramides des âges de la commune et du département s'établissent comme suit.
| Hommes | Classe d’âge | Femmes |
| ------ | ------------ | ------ |
| 0,9    | 90 ou +      | 0,0    |
| 1,9    | 75-89 ans    | 3,0    |
| 15,1   | 60-74 ans    | 14,6   |
| 23,4   | 45-59 ans    | 23,9   |
| 21,9   | 30-44 ans    | 20,9   |
| 17,8   | 15-29 ans    | 16,4   |
| 18,9   | 0-14 ans     | 21,2   |

| Hommes | Classe d’âge | Femmes |
| ------ | ------------ | ------ |
| 0,7    | 90 ou +      | 1,8    |
| 6,7    | 75-89 ans    | 9,6    |
| 16,7   | 60-74 ans    | 18     |
| 19,4   | 45-59 ans    | 19     |
| 18,5   | 30-44 ans    | 17,5   |
| 19,2   | 15-29 ans    | 17,4   |
| 18,9   | 0-14 ans     | 16,7   |

## Culture locale et patrimoine

### Lieux et monuments

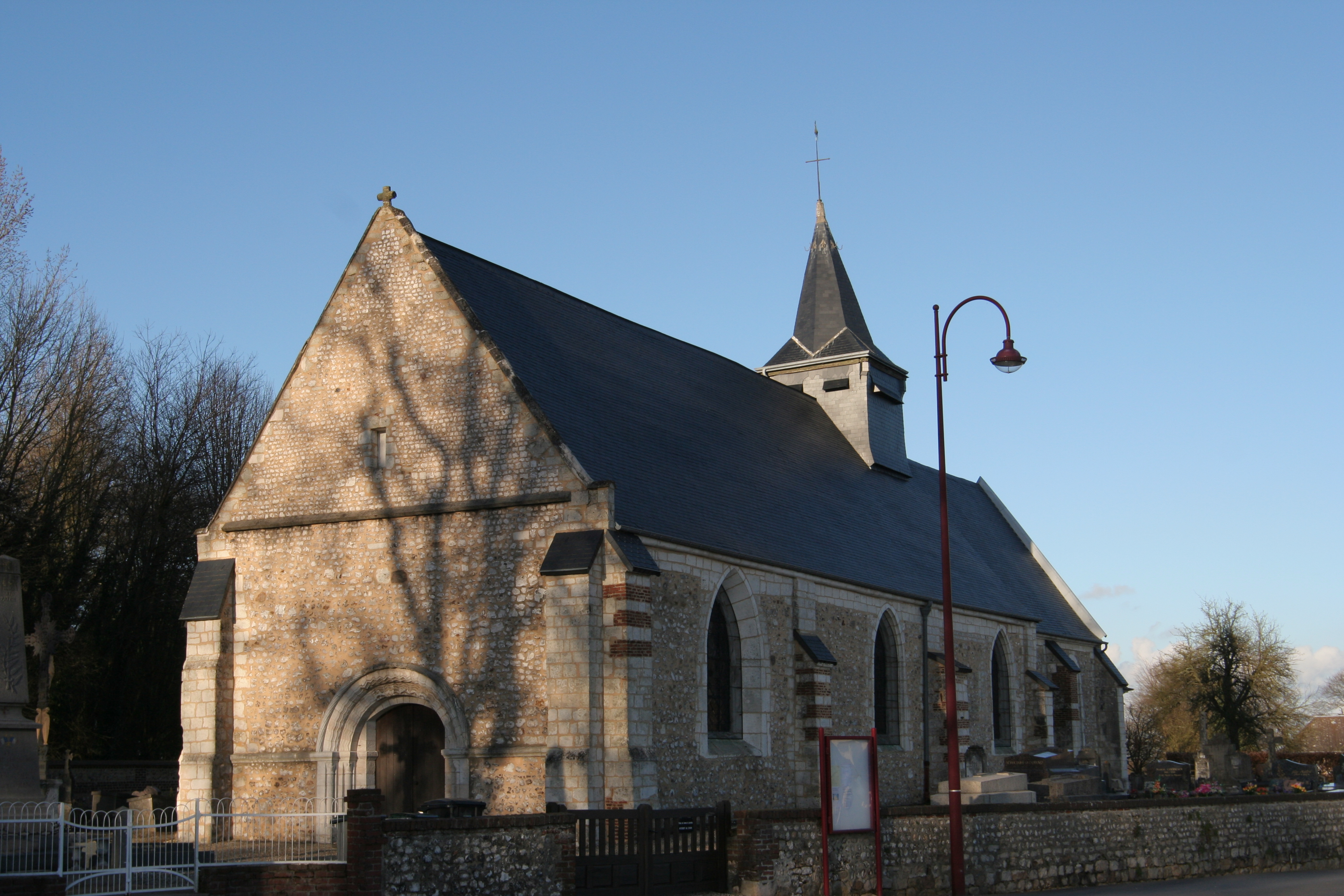
L'église Saint-Antoine.

Au centre du village, se trouvent une église, un temple, et un château d'eau décoré d'une scène pastorale.
- Manoir des Costières  Inscrit MH (1990). Petit château élevé vers 1625[35], inscrit partiellement au titre des monuments historiques par arrêté du 27 novembre 1990[36].

### Personnalités liées à la commune
- Guillaume Philippe le Bouvier (1744-1790), chirurgien de bord français, est né à Saint-Antoine-la-Forêt.
- Raphaël Mallard (1923-2020), résistant dans le réseau Libé-Nord arrêté en juillet 1944, il est déporté au camp de Buchenwald en août et en revient en mai 1945[37].

### Héraldique
| Armes de Saint-Antoine-la-Forêt | Les armes de la commune de Saint-Antoine-la-Forêt se blasonnent ainsi : D’or à la fasce dentelée d’azur chargée d’un lion naissant d’argent, accompagnée en chef de deux angennes de gueules et en pointe d’une croisette ancrée du même. |